# Rachel Belden Brooks
Rachel Belden Brooks (1828/1829-1910) fue una pionera estadounidense que viajó desde Tennessee al Territorio de Oregón como esclava. En 1857, los votantes de Oregón aprobaron la Constitución de Oregón, que declaró ilegal la esclavitud, pero también declaró ilegal que los negros poseyeran bienes raíces, hicieran contratos, votaran o usaran el sistema legal. A pesar de esto, Belden Brooks continuó esclavizada hasta 1863 y en 1865 usó el sistema legal para demandar la herencia de su anterior esclavista y recibió $ 1000.

## Primeros años de vida
Rachel Belden nació en el condado de Greene, Tennessee, en 1828 o 1829. En 1842 fue vendida a Daniel Delaney Sr. en Tennessee por $450. Belden luego viajó con la familia Delany en su viaje desde Tennessee al Territorio de Oregón. En el camino, Belden se encargó de cuidar a la esposa de Daniel Delaney. Después de establecerse cerca de Salem, Oregón, Belden Brooks siguió viviendo con los Delaney como esclava. Otro pionero, John Minto, que viajó por el sendero de Oregón con la familia Delaney y vivió muy cerca de ellos, escribió más tarde sobre Daniel Delaney: «Parecía leer su Biblia principalmente para encontrar en ella apoyo para su dominio sobre el alma y el cuerpo de su esclava».

## Vida posterior
A principios de la década de 1860, Belden se manumitió. Se casó con Nathan Brooks, de 70 años, el 15 de septiembre de 1863. El ministro blanco John Stipp ofició su boda; la raza del ministro habría sido notable en ese momento, como lo demuestra la cobertura de noticias locales del matrimonio entre los residentes negros America Waldo Bogle y Richard Bogle, que también fue oficiado por un ministro blanco el 1 de enero del mismo año. En el momento del matrimonio, Belden Brooks ya tenía dos hijos, que se suponía que eran los hijos de Delaney Sr., y Brooks tenía cinco hijos. Juntos, Belden Brooks y Brooks luego tuvieron dos hijos. Vivían en la finca de Daniel Waldo. Belden Brooks murió el 12 de octubre de 1910.

## Caso judicial por asesinato

Carta del abogado de Rachel Belden Brooks y Nathan Brooks sobre el acuerdo de $1000. Página 1.

El 9 de enero de 1865, Daniel Delaney fue asesinado a tiros por dos hombres que posteriormente fueron ahorcados por su crimen. Los dos hombres habían estado buscando dinero en efectivo en la propiedad. El único testigo del crimen fue el hijo de Belden Brooks, Jack, de siete u ocho años, que vivía en la propiedad de Delaney. En el juicio por el asesinato, Jack fue puesto en el banquillo de los testigos. La defensa se opuso a que Jack fuera llamado a juicio porque una persona negra «no podía, según la ley, testificar en un juicio penal en el que se juzgaba a un hombre blanco». Esa moción fue anulada. Sin embargo, Jack fue luego rechazado como testigo después de que no pudo explicar lo que significaba ser «jurado» y ser un «testigo», porque «el niño no tenía la inteligencia suficiente para prestar juramento».
Después de la muerte de Delaney, Rachel demandó al patrimonio por $10,333 en un tribunal civil. Esta cantidad fue para el pago del trabajo y los servicios de ella y su hijo Noah Newman (durante un total combinado de 27 años y 10 meses). Se le otorgó $ 1000, ya que se argumentó que dado que ella y su hijo fueron alojados y alimentados por los Delaney, se negaron los costos adicionales.